# Basil Perronet Hughes
Basil Perronet Hughes, britanski general, * 13. januar 1903, † 10. september 1988.